# Oberto Pallavicino
Oberto II Pallavicino o Pelavicino nació en el año 1197 probablemente en Polesine y muere el 8 de mayo de 1269 en Gusaliggio. Fue un noble italiano, condotiero del emperador Federico II Hohenstaufen.
Su padre fue el marqués Guglielmo Pallavicino y su madre la condesa de Bardi Solestella Platoni. 
Perteneció a la línea de la familia noble lombarda de  los Pallavicini. Tras su muerte en el castillo de Gusaliggio, es su hijo Manfredino Pallavicino, quien recibe sus posesiones.

## Biografía
Oberto fue vicario imperial y un defensor de Federico II y los gibelinos.  Desde 1234 apoyó al emperador contra el papa Gregorio IX y los municipios cuya expansión (en Val Padana, Liguria y Toscana septentrional) amenazaba a los vastos dominios de la Pallavicini. Desde 1250, sometió las ciudades de Parma, Cremona, Piacenza, Brescia y Pavía.
Debido a los celos de Ezzelino III da Romano, Oberto decidió luchar contra Ezzelino y se unió a los güelfos para tomar parte en la gran victoria de la Liga Lombarda contra Ezzelino en la batalla de Cassano (27 de septiembre de 1259). Por su importante papel en la batalla fue recompensado por las ciudades de Milán, Como, Lodi, Novara, Tortona y Alessandria a la muerte de Martín della Torre.
Cuando Carlos de Anjou invadió Lombardía, Oberto sigue peleado con los gibelinos, pero fue derrotado en varias ocasiones.
| Predecesor: Felipe della Torre | Señor de Milán 1259-1264 | Sucesor: Otón Visconti |